# Junrey Balawing
Junrey Balawing (Sindangan, 12 de junio de 1993 - Zamboanga del Norte, 28 de julio de 2020) fue un ciudadano filipino poseedor del récord del hombre vivo más bajo del mundo en Guinness World Records desde 2015 hasta su muerte.
Alcanzó tan solo los sesenta centímetros (23,62 pulgadas) de alto. La declaración se produjo durante la celebración del 18º cumpleaños de Balawing. Según un funcionario de Guinness World Records, Balawing rompió el récord de Khagendra Thapa Magar de Nepal, quien medía 0,67 m (2 pies 2 1⁄3 pulgadas) de alto.

## Biografía
Dejó de crecer a la edad de un año. Balawing, hijo de un herrero pobre, nació y vivió en Sindangan, Zamboanga del Norte, a unos 865 kilómetros al sur de la capital, Manila. Aunque fue documentado como el hombre más bajo vivo, no ganó el título de hombre más bajo de la historia, que fue retenido hasta 2012 por Gul Mohammed, de India, que medía 57 centímetros de altura y murió el 1 de octubre de 1997.
En febrero de 2012, Chandra Bahadur Dangi de Nepal, que mide 54,6 centímetros de alto, fue declarado el hombre vivo más bajo del mundo. Como resultado, Junrey mantuvo el récord por menos de un año.
Tras la muerte de Chandra Bahadur Dangi el 3 de septiembre de 2015, Balawing recuperó el título del hombre vivo más bajo del mundo y lo mantuvo hasta el 28 de julio de 2020, día en que murió.